# Richard Toll
Richard Toll  (en francès escrit Richard-Toll) és una ciutat del nord del Senegal, situada en la riba sud del riu Senegal, just a l'est de Rosso. Al principi fou una ciutat colonial, que va ser anomenada pels jardins del Castell del Baró Roger; Jacques-François Roger baró de Roger, que fou governador de la colònia, va construir un gran edifici el 1822-1823 al que va donar el nom de Richard Toll en honor d'un gran botànic francès Jean Michel Claude Richard que des de 1817 va intentar aclimatar algunes especies vegetal europees al que foren els terrenys de la vora del castell, tasca que després va continuar Théodore Lecard. Modernament el cultiu de l'arròs fou un projecte iniciat per l'organització de desenvolupament colonial de França, FIDES, dins 1949 amb una inicial àrea conreada de 6,000 hectàrees (14,830 acres). La indústria principal de la ciutat és la sucre. Població calculada el 2007: 70.000 habitants

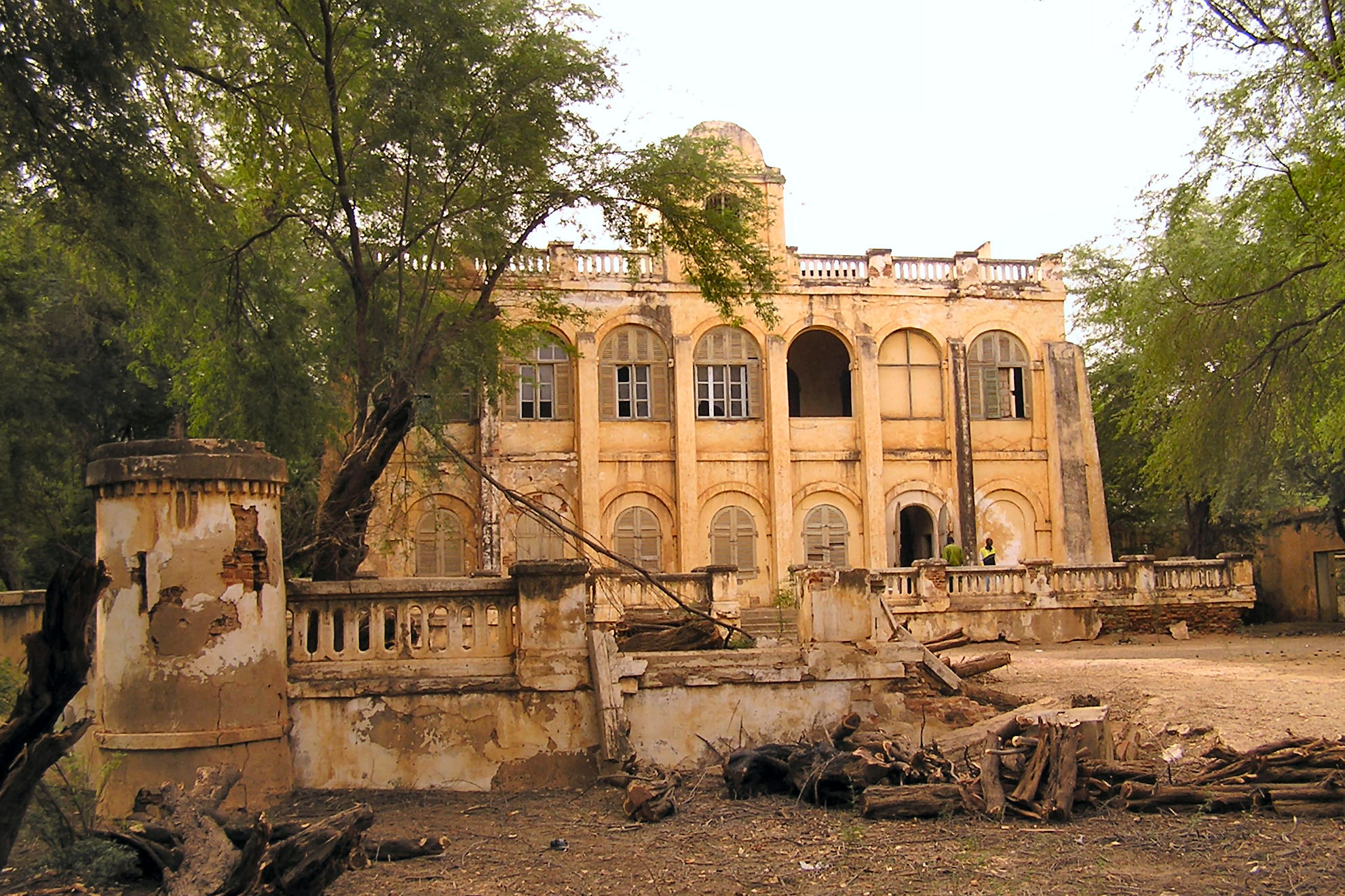
El Castell del Baró Roger.

## Història
Abans de la colonització el que avui és Richard-Toll eren només dos llogarets, Ndiangué i Xhouma, habitats pels mbodis descendents de Bracks (reis del Waalo), i seguidors de la tradició reial de Waalo. El 1817 el governador colonial Schmaltz va crear la comunitat de L'Escale al riu Senegal. El 1822, el nou governador, el Baró Roger va enviar un botànic i horticultor anomenat Michelle Claude Richard a treballar a L'Escale i va anomenar els seus terrenys Richard Toll, que significa Granja de Richard en llengua local. En aquest moment hi havia 28 residents i 1148 treballadors nòmades que vivien a la granja. El baró es va construir un castell notable a la vora de la granja. La mida de la granja llavors va créixer, especialment al segle XX quan el 1945 es va crear la Mission Agricole du Senegal, la qual també va portar altres institucions com un hospital, una capella i una escola. Hi va haver llavors un ràpid creixement demogràfic el 1970 amb la posada en marxa de la Compagnie Sucriére Sénégalaise, la qual va portar al lloc al voltant de 15.000 habitants i va comportar dos fenòmens: reunió dels pobles locals, i la creació de nou barris. El 1980 Richard-Toll tenia sis barris: Escale, Ndaingué, Ndiaw, Khouma Wolof, Khouma Peul, i Ndombo Alarba. Des de llavors la ciutat ha crescut i evolucionat i avui hi ha altres barris com Campement, Thiaback, GAE2 i Taouey.

## Població
L'estimació més tardana de la població disponible a l'oficina d'alcaldes era de 2005 quan era a 46.547 habitants, tanmateix estimacions més recents l'han posat al voltant 90.000 (2015).

## Desglossament demogràfic
El desglossament més tardà és de 2006 i donava que el 77.79% dels habitants estaven entre les edats de 0 i 34, 20.71% entre les edats de 35 i 74, i 1.19% sobre l'edat de 75. Les dones constituïen el 52.01% de la població, i els homes el 47.99%.

## Barris
Richard-Toll actualment comprèn 12 barris: Ndiao, Ndiangué, Richard Toll Escale, Campement et Nourou, Thiabakh, Ndombo Alarba, Khouma Gallo Malick, Gae II, Khouma Yakh Sabar, i Khouma Mbodiéne/Khouma Thiaréne.

## Mercats
Hi ha dos mercats, el mercat de Richard-Toll i el Mercat de Xhouma. El mercat de Richard-Toll és una mica més gran que el de Xhouma. Està localitzat en la part principal de la ciutat, i abraça aproximadament tres blocs tot i que és complicat dir on es troba el finals del mercat, i la ciutat regular comença. Es calcula que hi ha per damunt de 50 botigues i llocs de venda en el mercat. El mercat de Xhouma és al costat oriental de la ciutat en una àrea principalment pulaar, en la carretera principal, oposat al mercat de Richard-Toll que és dins d'un reixat de la ciutat.

## Activitats econòmiques
Les activitats econòmiques principals a Richard-Toll són l'agricultura, pesca, ramaderia i comerç. Activitats econòmiques menys populars són el transport, turisme, i béns artesanals.

## Els productes pels que Richard Toll és conegut
Richard Peatge és més conegut per la seva refineria de sucre, la qual és de capital francès i exporta sucre a la major part del Senegal.